# Бойцун Стефанія Костянтинівна
Стефанія Костянтинівна Бойцун (нар. 26 червня 1929, місто Новий Сонч, тепер Польща — ?) — українська радянська діячка, голова колгоспу «Червоний маяк» Тернопільського району, голова Тернопільського райвиконкому Тернопільської області. Депутат Верховної Ради УРСР 6—8-го скликань.

## Біографія
Народилася у бідній селянській сім'ї Костянтина Жовнірчика. У 1945 році була разом із родиною переселена із Польщі до Тернопільської області.
У 1947—1953 роках — лаборант, директор Зборівського маслозаводу Тернопільської області.
У 1953—1962 роках — голова колгоспу імені Лесі Українки села Дубівці Тернопільського району Тернопільської області.
Член КПРС.
У 1960 році закінчила заочно Вищу партійну школу при ЦК КПРС.
У 1962—1971 роках — голова колгоспу «Червоний маяк» села Чистилів Тернопільського району Тернопільської області.
У червні 1971—1976 роках — голова виконавчого комітету Тернопільської районної ради депутатів трудящих Тернопільської області.
У 1976—1985 роках — голова Тернопільського обласного комітету профспілки працівників побуту і комунальних підприємств.
Потім — на пенсії у місті Тернополі.

## Нагороди
- орден Леніна (31.12.1965)
- орден «Знак Пошани» (1963)
- медалі